# Свети Димитър (Литохоро)
Вижте пояснителната страница за други значения на Свети Димитър.
„Свети Димитър“ (на гръцки: Aγίου Δημητρίου) е православна църква в Литохоро, Егейска Македония, Гърция, част от Китроската, Катеринска и Платамонска епархия.

## Местоположение
Църквата е разположена в западния край на градчето и е един от двата му енорийски храма заедно със „Свети Николай“.

## История
Според местната традиция храмът е съществувал в първата половина на XVI век, когато в 1530 година в Литохоро пристига Свети Дионисий и се насочва към планината, където основава манастир. В 1760 година е възстановен като по-голяма сграда. В 1878 година по време на Литохорското въстание храмът е обстрелван и частично опожарен от османците. Възстановен и открит е отново в 1894 година, като формите му не са много далече от оригиналните.
В 1996 година храмът е обявен за защитен паметник на културата.

## Архитектура
В архитектурно отношение храмът е трикорабна базилика с три основни фази на строителство. Декоративните елементи са еклектични и неокласически.

## „Свети Дионисий“
В 1762 година, две години след второто възстановяване на църквата, в югоизточния й край е издигнат параклисът „Свети Дионисий Олимпийски“. Представлява малка едностайна сграда-параклис, пристроена към църквата „Свети Димитър“. Параклисът оцелява непокътнат от голямата катастрофа от 1878 година и стенописите и иконите му от XVIII век са запазени в оригиналния си вид, в много добро състояние. Ктиторският надпис не споменава зографа на стенописите, но споменава Хаджи Михаил, Николаос Рейзис и „други корабособственици“. Иконографската програма е ограничена главно до житието на Свети Дионисий Олимпийски. Йоанис Цюрис смята, че стенописите наподобяват тези на известния зограф поп Теодор.